# Hefty Fine
Hefty Fine — четвёртый студийный альбом американской альтернативной рок-группы Bloodhound Gang, выпущенный 27 сентября 2005 года. Спродюсированный Джимми Попом, он стал третьим альбомом Bloodhound Gang, изданным на лейбле Geffen Records после Hooray for Boobies, который разошёлся тиражом более миллиона копий в Соединённых Штатах и Европе. Кроме того, это был последний альбом, в записи которого принимал участие Люпус Тандер и единственный альбом с барабанщиком Willie the New Guy и впоследствии были заменены Дэниелом Картером и Адамом Перри.
В целом Hefty Fine получил отрицательные отзывы от критиков; на сайте-агрегаторе Metacritic оценка альбома составляет 28 баллов из 100. Несмотря на негативную реакцию критиков, альбом хорошо продавался, особенно в Европе, где он дебютировал в первой десятке в Австрии, Нидерландах и Германии. В США альбом достиг 24-го места в Billboard 200.
С альбома были выпущены три сингла «Foxtrot Uniform Charlie Kilo», «Uhn Tiss Uhn Tiss Uhn Tiss» и «No Hard Feelings». Первые два сингла альбома стали хитами, первый достиг позиций в шести чартах, а второй — в четырёх.

## Содержание
Песня «Foxtrot Uniform Charlie Kilo» была вдохновлена шуткой Джимми Попа и Джареда Хасселхоффа. Первоначально они посылали друг другу эвфемизмы для обозначения полового акта по электронной почте. Позже эта шутка превратилась в песню. По словам Джимми Попа, написание «Ralph Wiggam» заняло больше всего времени, потому что группе потребовалось просмотреть несколько эпизодов «Симпсонов». В «Something Diabolical» звучит вокал солиста финской группы HIM Вилле Вало, который ссылается на группу в песне «Tonight belongs to H.I.M.». HIM и Bloodhound Gang гастролировали вместе в 1990-х годах. В конце концов, они подружились, и Джимми Поп предложил распространять диски HIM в Америке. Когда пришло время записывать «Something Diabolical», группа попросила Вало записать часть вокала. Скрытый трек написан Бэмом Марджерой из CKY/Чудаки/Viva La Bam. Его также можно увидеть в клипе к песне «Foxtrot Uniform Charlie Kilo» за рулём автомобиля в форме банана, и, несмотря на распространённое мнение, он не был режиссёром видеоклипа. Режиссёром клипа был Марк Класфельд. Песню «Balls Out» можно услышать в сцене автомобильной погони из фильма 2008 года «Школа выживания».
В песне «I'm the Least You Can Do» используется мелодия из фортепиано, которая была в песне «Birthday Boy» группы Джимми Попа Bang Chamber 8, выпущенной в 1990 году на одноимённой демо-кассете.

## Название и обложка
На обложке изображён крупный обнажённый мужчина, гениталии которого скрыты.
Изначально альбом должен был называться Heavy Flow, но Джимми Поп обнаружил, что существует одноимённая песня музыканта Moby. Гитарист Люпус Тандер и Поп в прошлом выражали своё отвращение к Moby. Передумав дать название альбому Heavy Flow, Люпус Тандер и Джимми Поп начали обмениваться электронными письмами, в которых постоянно появлялась шутка „now that's a hefty fine.“ (рус. теперь это крупный штраф). Позже группа поняла, что Hefty Fine подходит для названия альбома. Люпус Тандер в интервью News-Times сказал: «Это просто щёлкнуло у него [Джимми] в голове, и [мы] такие: „Большой штраф? Минуточку.“». Басист Джаред Хасселхофф и Люпус Тандер также заявили, что название может быть метафорой, означающей человека, страдающим ожирением.
Что касается обложки, то здесь есть несколько моментов. По словам Джареда Хассельхоффа, изначально на обложке должна была быть изображена толстая афроамериканка, но лейбл настоял, чтобы группа изменила её. По словам бывшего гитариста Люпуса Тандера, модель для обложки, Карлин Лэнгли, был выбран из нескольких претендентов. Потенциальных моделей попросили прислать фотографию и биографию, но Карлин Лэнгли прислал фотографию, на которой он делает минет другому мужчине. Группа была впечатлена чувством юмора Лэнгли и наняла его. Карлин Лэнгли продолжал публиковать сообщения на официальных форумах Bloodhound Gang под именем пользователя «Hefty Fine».

## Выпуск и продвижение
Где-то в 2006 году Bloodhound Gang начали кампанию по замене гимна штата Пенсильвания на их песню «Pennsylvania». Исход неизвестен. Следующий сингл (и сопровождающее его видеоклип) под названием «Screwing You On The Beach At Night» был выпущен в 2007 году, в альтернативной версии клипа бывшие порноактеры Тилль Кремер и Леони Сент занимаются сексом, пока группа выступает.
По состоянию на апрель 2021 года, Hefty Fine является единственным альбомом Bloodhound Gang, который не выпущен на виниле.

## Критика
| Совокупная оценка | Совокупная оценка |
| Источник          | Оценка            |
| ----------------- | ----------------- |
| Metacritic        | 28/100            |
| Оценки критиков   |                   |
| Источник          | Оценка            |
| AllMusic          | [ 4 ]             |
| Billboard         | (неблагоприятный) |
| Blender           | [ 15 ]            |
| Hot Press         | [ 2 ]             |
| IGN               | 3.5/10            |
| Music Emissions   | [ 17 ]            |
| Playlouder        | [ 18 ]            |
| PopMatters        | 2/10              |
| Rolling Stone     | [ 19 ]            |

Альбом был подвергнут резкой критике. Сайт-агрегатор рецензий Metacritic дал альбому среднюю оценку 28/100 из десяти рецензий, что сделало его вторым альбомом с худшими рецензиями за всю историю сайта.
15 октября 2005 года альбом Hefty Fine достиг 24-го места в Billboard 200, продав 38 066 копий. На следующей неделе альбом опустился на 64-е место, продав ещё 23 665 копий. На шестой и последней неделе альбом опустился на 181-ю строчку. Альбом провёл в чарте в общей сложности шесть недель.

## Список композиций
Слова и музыка всех песен — написаны Джимми Попом если не указано иное.
| №                   | Название                                                     | Автор(ы)                      | Длительность |
| ------------------- | ------------------------------------------------------------ | ----------------------------- | ------------ |
| 1.                  | «Strictly for the Tardcore»                                  |                               | 0:09         |
| 2.                  | «Balls Out»                                                  | Джимми Поп, Люпус Тандер      | 4:19         |
| 3.                  | «Foxtrot Uniform Charlie Kilo»                               | Джимми Поп, Джаред Хасселхофф | 2:51         |
| 4.                  | «I'm the Least You Could Do»                                 |                               | 3:58         |
| 5.                  | «Farting with a Walkman On»                                  |                               | 3:26         |
| 6.                  | «Diarrhea Runs in the Family»                                |                               | 0:24         |
| 7.                  | «Ralph Wiggum»                                               | Джимми Поп, Симпсоны          | 2:52         |
| 8.                  | «Something Diabolical» (совместно с Вилле Вало)              | Джимми Поп, Гарри Дин         | 5:10         |
| 9.                  | «Overheard in a Wawa Parking Lot»                            |                               | 0:04         |
| 10.                 | «Pennsylvania»                                               |                               | 2:57         |
| 11.                 | «Uhn Tiss Uhn Tiss Uhn Tiss» (совместно с Наташей Торп)      |                               | 4:20         |
| 12.                 | «Jackass» (бонус-трек для издания в Великобритании и Японии) |                               | 2:26         |
| 13.                 | «No Hard Feelings»                                           |                               | 9:15         |
| Общая длительность: | Общая длительность:                                          | Общая длительность:           | 40:07        |

Примечание: После окончания «No Hard Feelings» наступает четырёхминутная тишина, прежде чем Бам Марджера говорит: „This is Bam and hidden tracks shit dicks out“ в 9:11.

## Участники записи
| Участники группы - Джимми Поп — вокал, гитара, сэмплы, производство - Люпус Тандер — бэк-вокал, гитара - Willie The New Guy — барабаны - Джаред Хасселхофф — бас-гитара - DJ Q-Ball — бэк-вокал, тёрнтейблизм, клавиши, программирование Другой персонал - Рич Гавалис – инжиниринг, редактирование, микширование - Наташа Троп – гостевой вокал в песне «Uhn Tiss Uhn Tiss Uhn Tiss» - Вилле Вало – гостевой вокал в песне «Something Diabolical» - Бам Марджера - голос в скрытом треке «Hefty Fine» | Производство - Эйв – продюсер - Адам Айан – мастеринг - Холмс Хайберт – графический дизайн, обложка, фотография - Торстен Кьёнич – исполнительный продюсер - Адам Контис – помощь в инжиниринге - Карлин Лэнгли – Model - Авери Липман – исполнительный продюсер - Монте Липман – исполнительный продюсер - Пол Орескан – менеджер - Джейсон Пэрри – помощь в инжиниринге - Джимми Поп – продюсер - Джордан Шур – исполнительный продюсер - Лэс Скьюрри – продюсирование |

## Позиции в чартах
| Альбомы \| Чарт \| Высокая позиция \| \| ------------------ \| --------------- \| \| Австрия[25] \| 4 \| \| Германия[26] \| 4 \| \| Нидерланды[27] \| 8 \| \| Новая Зеландия[28] \| 36 \| \| Швеция[29] \| 26 \| \| Швейцария[30] \| 24 \| \| Великобритания[31] \| 109 \| \| США[4] \| 24 \| |                 |
| Чарт | Высокая позиция |
| Австрия | 4               |
| Германия | 4               |
| Нидерланды | 8               |
| Новая Зеландия | 36              |
| Швеция | 26              |
| Швейцария | 24              |
| Великобритания | 109             |
| США | 24              |

Синглы
| Год  | Песня                          | Номер позиции | Номер позиции | Номер позиции | Номер позиции | Номер позиции | Номер позиции |
| Год  | Песня                          | UK            | GER           | NLD           | FIN           | AUS           | AUT           |
| ---- | ------------------------------ | ------------- | ------------- | ------------- | ------------- | ------------- | ------------- |
| 2005 | «Foxtrot Uniform Charlie Kilo» | 47            | 15            | 90            | 18            | 25            | 10            |
| 2005 | «Uhn Tiss Uhn Tiss Uhn Tiss»   | —             | 15            | 25            | —             | 46            | 10            |
| 2006 | «No Hard Feelings»             | —             | —             | —             | —             | —             | —             |